# Estadi Rose Bowl
El Rose Bowl és un estadi situat a la ciutat de Pasadena al comtat de Los Angeles, Califòrnia, Estats Units. Va ser construït per a albergar partits de futbol americà i té una capacitat de 92.542 espectadors. També té capacitat per allotjar partits de futbol.

## Història
L'estadi ha allotjat en cinc oportunitats el famós Superbowl de futbol americà.
També ha albergat les proves de ciclisme en pista als Jocs Olímpics de 1932 i va ser una seu al Torneig Olímpic de Futbol dels Jocs Olímpics de 1984.
El 27 de febrer de 1987 va ser declarat com a Monument Històric Nacional (National Historic Landmark) pel Departament de l'Interior dels Estats Units.

## Copes del Món
El Rose Bowl és un dels dos estadis que han albergat les finals de la Copa del Món de Futbol, tant per a homes com per a dones. L'estadi va acollir la final masculina a la Copa del Món de Futbol de 1994 i la final femenina a la Copa del Món Femenina de Futbol de 1999 (l'únic altre estadi amb aquest honor és l'estadi Råsunda prop d'Estocolm, Suècia, on es va celebrar la final masculina el 1958 i la final femenina el 1995). Les dues finals al Rose Bowl van ser sense gols, i després de la pròrroga, es van decidir en tirs penals; el Brasil va derrotar a Itàlia a la final masculina del 1994, i els Estats Units derrotant a la Xina el 1999, en el torneig femenin.

### Partits de la Copa del Món de Futbol de 1994
| Data       | Hora (PDT) | Equip núm.1  | Res.                     | Equip núm.2 | Fase             | Assistència |
| ---------- | ---------- | ------------ | ------------------------ | ----------- | ---------------- | ----------- |
| 18-06-1994 | 16.30      | Colòmbia     | 1–3                      | Romania     | Grup A           | 93.586      |
| 19-06-1994 | 16.30      | Camerun      | 2–2                      | Suècia      | Grup B           | 93.194      |
| 22-06-1994 | 16.30      | Estats Units | 2–1                      | Colòmbia    | Grup A           | 93.869      |
| 26-06-1994 | 13.00      | Estats Units | 0–1                      | Romania     | Grup A           | 93.869      |
| 03-07-1994 | 13.30      | Romania      | 3–2                      | Argentina   | Vuitens de final | 90.469      |
| 13-07-1994 | 16.30      | Suècia       | 0–1                      | Brasil      | Semifinals       | 91.856      |
| 16-07-1994 | 12.30      | Suècia       | 4–0                      | Bulgària    | 3r i 4t lloc     | 91.500      |
| 17-07-1994 | 12.35      | Brasil       | 0–0 (3–2 en tirs penals) | Itàlia      | Final            | 94.194      |